# Včela medonosná

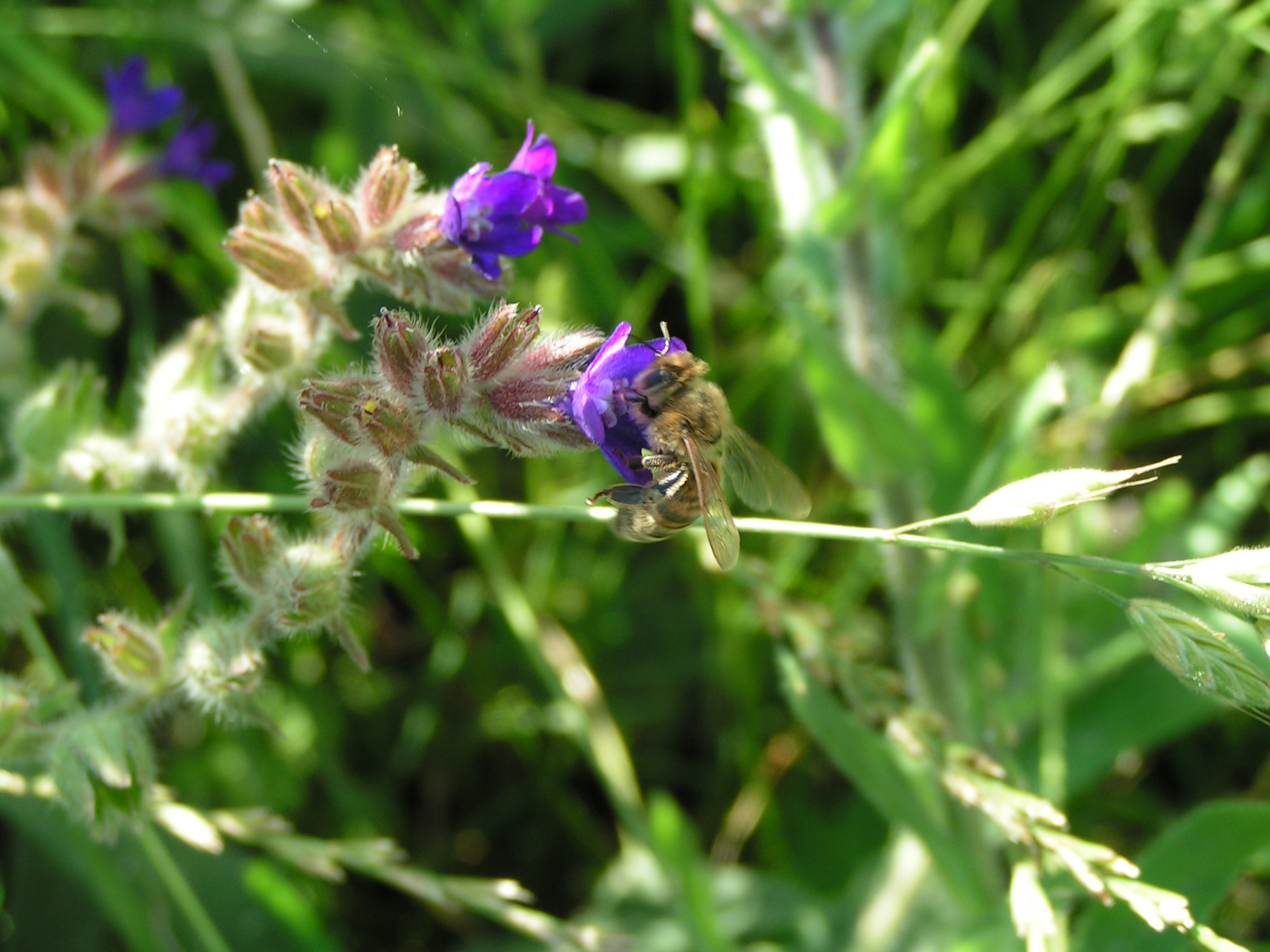
Včela medonosná

Včela medonosná (Apis mellifera) L., 1758 patří mezi blanokřídlý hmyz. Jde o jednoho z nejznámějších zástupců společenského hmyzu.
Druh vznikl pravděpodobně extrémní geografickou izolací (alopatrická speciace) od mateřské populace včely východní, a to v době evolučně „nedávné“ – asi před 10 000 lety (Oldroyd 1999). Podle moderních genetických analýz k přenosu z Asie došlo několikrát a to po dobu několika milionů let. Oblast původního rozšíření zahrnovala Afriku, Blízký východ a Evropu. Do Ameriky, Austrálie a na Nový Zéland byla přivezena až v 17. století, na Dálný východ až začátkem 20. století.
Svá hnízda staví na chráněných místech, přičemž jsou jednotlivé plásty umístěny vedle sebe. Mezi ostatními druhy včel je nejvíce hospodářsky využívána.

## Stavba těla

Anatomie včely

Včela patří do kmene členovců (Arthropoda). Její tělo se skládá ze tří hlavních částí – hlavy, hrudi a zadečku. Tyto části jsou od sebe oddělené zúžením, které jim umožňuje pohyblivost.

### Hlava
Hlava (caput) včely je s hrudí spojena tenkým zúžením, které jí umožňuje pohyb. Oporu svalstvu poskytuje vnitřní kostra (tentorium). Po boku temene hlavy (vertex) má včela dvě složené oči (oculi compositi) a na vrcholu temena tři jednoduché oči (ocelli), které jsou rozmístěné do tvaru trojúhelníku, jehož vrchol na přední části hlavy směřuje dolů. Na složených očích se nachází chloupky, zabraňující vletu malých částic do oka. Od spodního jednoduchého oka se táhne středem temena tenká brázdička (carina), která se rozděluje na dvě větve končící u kořenů tykadel.

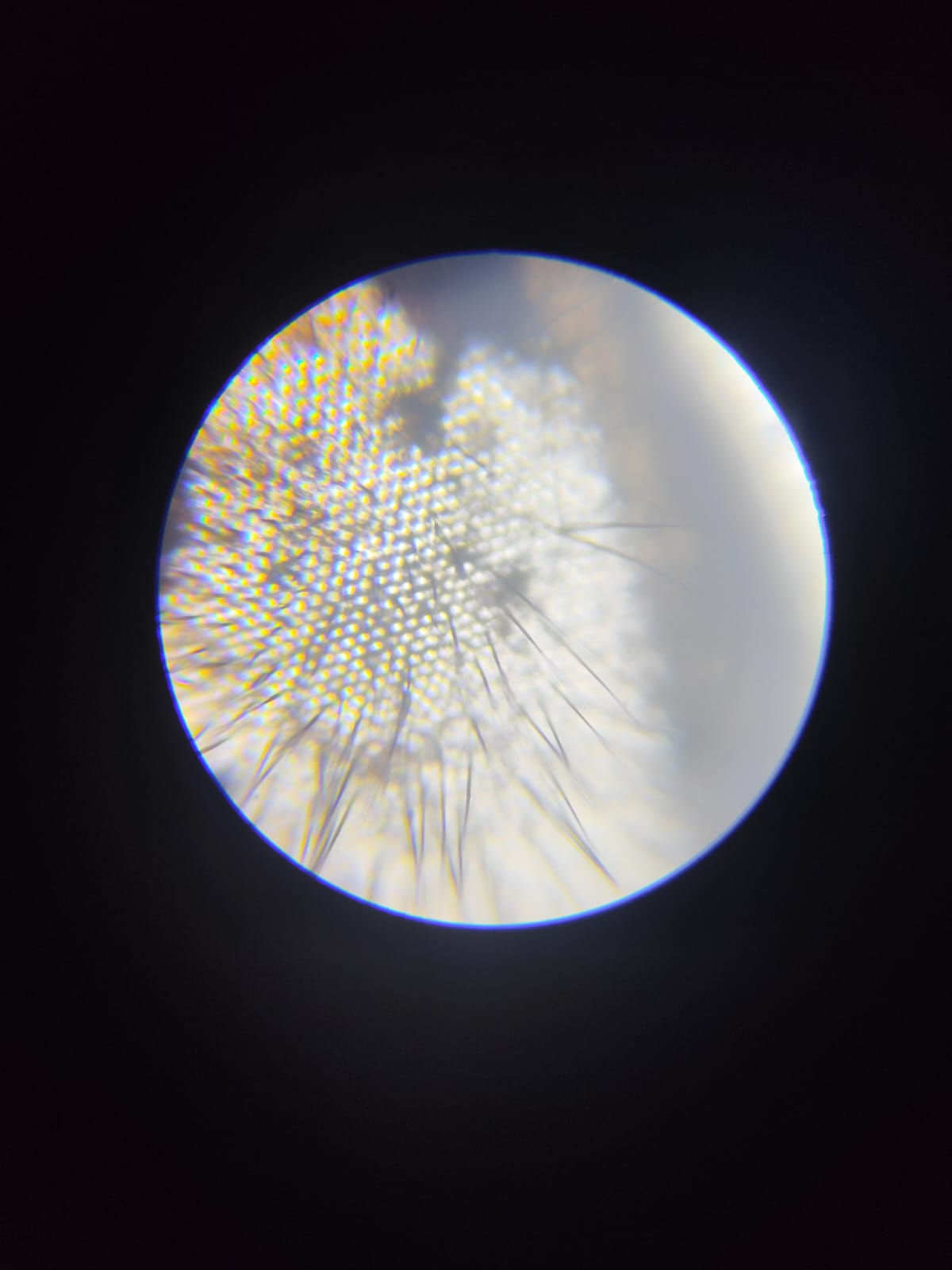
Složené oko včely

Tykadla (antennae) včel jsou dvě článkovitá ústrojí umístěná vedle sebe v jamkách přibližně ve středu přední strany hlavy nad čelním štítem. Na tykadlech se nachází mnoho smyslových orgánů, pomocí kterých včela dovede vnímat čichová a hmatová podráždění. Tykadla dělnic se skládají z 12 článků, u trubce ze 13. Nejdelší je základní článek tykadla, tzv. násadec, kterým je tykadlo na hlavě upnuté. Násadec pokračuje krátkým válcovitým kolínkem, které ho spojuje s ostatními články tykadla tzv. bičíky. U samiček se bičíky skládají z 10 článků, u trubce z 11.
Hlava včelí matky má srdcovitý tvar, dělnice trojúhelníkový a hlava trubce je kruhovitá.

### Hruď
Hruď (thorax) má hlavní funkci jako nosič orgánů pohybu – křídel a nohou. Tomu odpovídá i její vnitřní a vnější stavba a mohutné svalstvo. V larválním vývojovém stádiu má včela 3 hrudní články, dospělá včela má však hruď složenou ze 4 hrudních článků, protože při přestavbě orgánů ve stádiu kukly se první břišní článek přesunul k hrudi a využil se na stavbu její zadní části.
Jednotlivé hrudní články se nazývají: předohruď (prothroax), středohruď (mesothroax), zadohruď (metathroax), a přesunutý kroužek (propodeum).

#### Nohy
Včela má 3 páry nohou (pedes). Včele slouží nohy k pohybu, k vytváření řetízků s ostatními včelami, k předávání voskových šupinek, sběru a ukládání pylu, čištění tykadel. Nesou též chemické a mechanické receptory. Známé je hlavně ústrojí na třetím páru nohou, zvané košíčky, do kterých sbírá pyl.
Články nohou: kyčel (coxa); příkyčlí (subcoxa); stehno (femur); holeň a článkované chodidlo (poslední článek nese drápky a polštářky)

#### Křídla
Včela má na každém boku hrudní části jeden pár blanitých křídel (alae), která jsou na povrchu pokrytá množstvím drobných chloupků, okem běžně neviditelných. Křídla nejsou končetiny, nýbrž jen vychlípeniny pokožky, do nichž ve stadiu kukly pronikly vzdušnice a nervy a kolem nichž proudí do křídel i hemolymfa. Přední křídla jsou větší než zadní. Podle délky dvou určitých žilek na křídle včely včelaři vypočítávají tzv. loketní index, podle kterého poznají, o jaké geografické plemeno včely se jedná. Pohyb křídel je tak rychlý, že není možné sledovat jednotlivé kmity. Včela mávne křídly cca 230 krát za sekundu v úhlu 90°. Pokud nese pyl, jen zvětší úhel mávání, nikoli frekvenci. Vzájemná koordinace činnosti předního a zadního křídla je zajištěna háčky (je jich 13–25), které vyrůstají na předním okraji zadního křídla a zapadají při letu včely do žlábku na zadním okraji předního křídla. Vytvoří tak souvislou trojúhelníkovou plochu. Po skončení letu a návratu křídel do normální polohy v klidu se háčky posunutím předního křídla přes zadní samy vypnou. Pohyb křídel nahoru a dolů ve tvaru osmičky zajišťují hrudní svaly. Včela dokáže letět dopředu, stát za letu na místě (např. když zpracovává pyl do rousků) a také dokáže stát na podložce a pohybem křídel účinně větrat úl.

### Zadeček

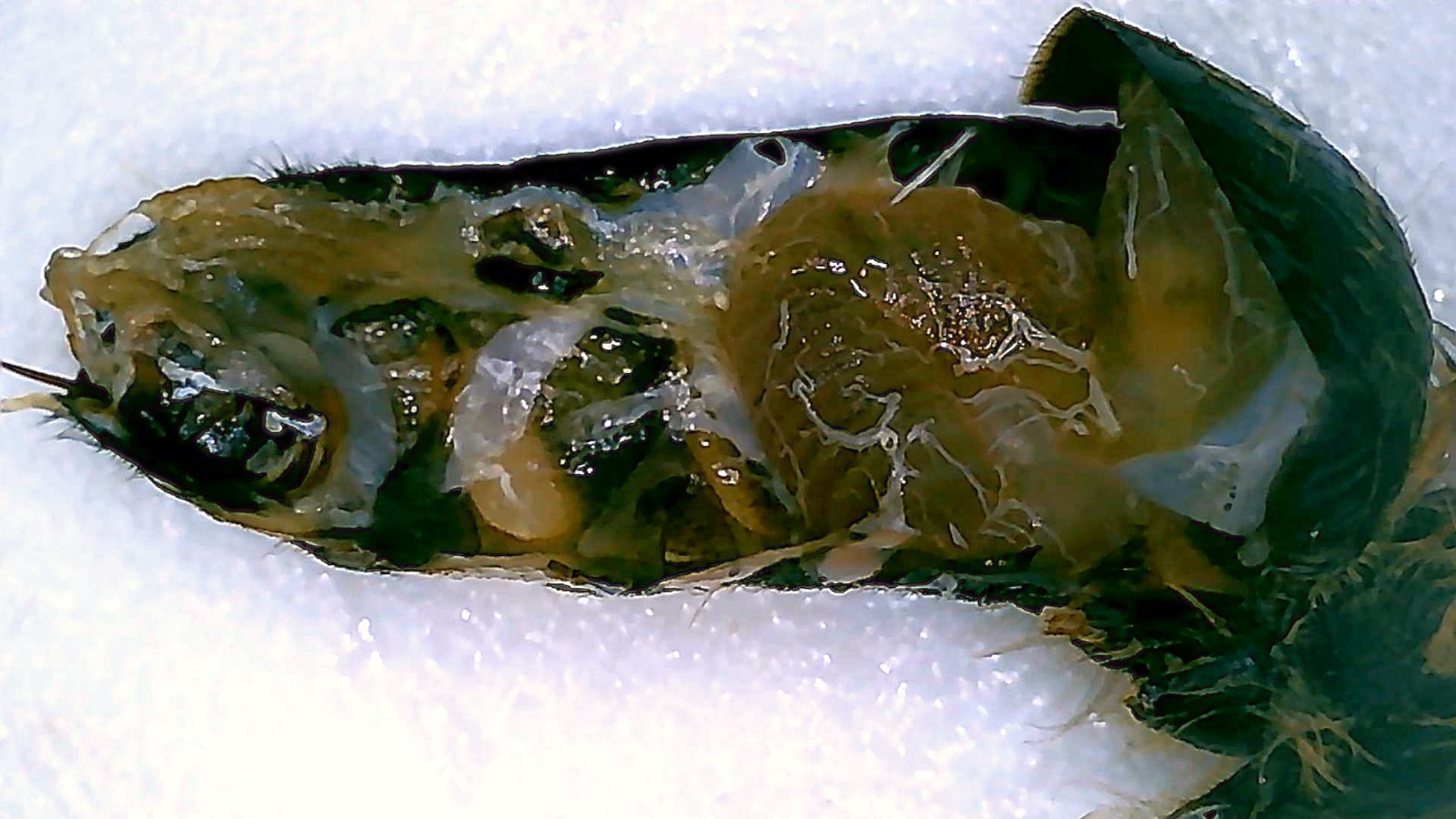
Vnitřní část zadečku včely

V zadečku (abdomen) včely jsou uložené zažívací orgány, tuková tělíska, medový váček, jedová žláza, vzdušné vaky a žihadlo. Je pohyblivě spojen s hrudní částí. Žihadlo na konci zadečku je duté, napojené na jedový váček. Na žihadle se nacházejí zpětné háčky, které znemožňují po bodnutí jeho vytažení z rány. Včela si tak po bodnutí vytrhne žihadlo i s jedovým váčkem a následně umírá. Pouze včelí matka nemá žihadlo vybavené zpětnými háčky a může proto bodat opakovaně, aniž by zahynula. Po vytržení žihadla dochází ještě po nějakou dobu k vypouštění jedu do rány, což zvyšuje účinek bodnutí. Pokud má člověk žihadlo v ráně, v žádném případě ho nesmí vytahovat tak, že by ho uchopil za jedový váček, neboť by si tím vymáčkl zbytek jedu ve váčku do rány. Žihadlo je nutno vyškrábnout tenkým předmětem (nehtem).

## Vývoj včely
1. Vajíčko pokládá matka včely medonosné do dělničí či trubčí buňky plástu nebo do mateří misky. Do včelí buňky a mateří misky klade vajíčka oplozená, do trubčích vajíčka neoplozená. Vajíčko je bílé tyčinkovité, lehce zakřivené, o délce 1,3–1,8 mm a hmotnosti kolem 0,130 mg.
2. Larva vylíhlá z vajíčka není ještě vůbec podobná včele a musí projít celou dokonalou proměnou, než se z ní stane dospělec (imago). Tělo larvy tvoří hlava a 13 článků. Pokožka larvy má bílou lesklou barvu. Larvy jsou v prvních hodinách dlouhé přibližně 1,5–2,0 mm a směrem k hlavě a zadečku se jejich tělo zužuje. V buňkách jsou larvy stočené bříškem dovnitř a postupem růstu se napřimují a vyplní téměř celý objem buňky.
3. Předkukla má v mateřské buňce, tzv. matečníku, vytvořený zámotek jen na bocích a ve vrchní části buňky. Do tohoto zámotku se larva zapřádá po zavíčkování buňky. Jednotlivé vnější části těla předkukly už začínají narůstat do tvarů podobných dospělé včele.
4. Kukla je čtvrtým stádiem vývoje včely. Stádium kukly trvá u matky 5 dní a u dělnic a trubců 8 dní. Během této doby se kukla nehýbe a je natočená v buňce hlavou směrem k otvoru buňky. Ve stádiu kukly nastává přeměna vnitřních orgánů. Živiny potřebné pro látkovou přeměnu a na tvorbu nových orgánů čerpá ze zásob proteinů, glykogenu a tuku, které si vytvořila v larválním stádiu.
5. Dospělec vylézá z buňky po vykousání jejího víčka. Celkový vývoj matky trvá 16 dní, dělnice 21 dní a trubce 24 dní.

## Včelstvo

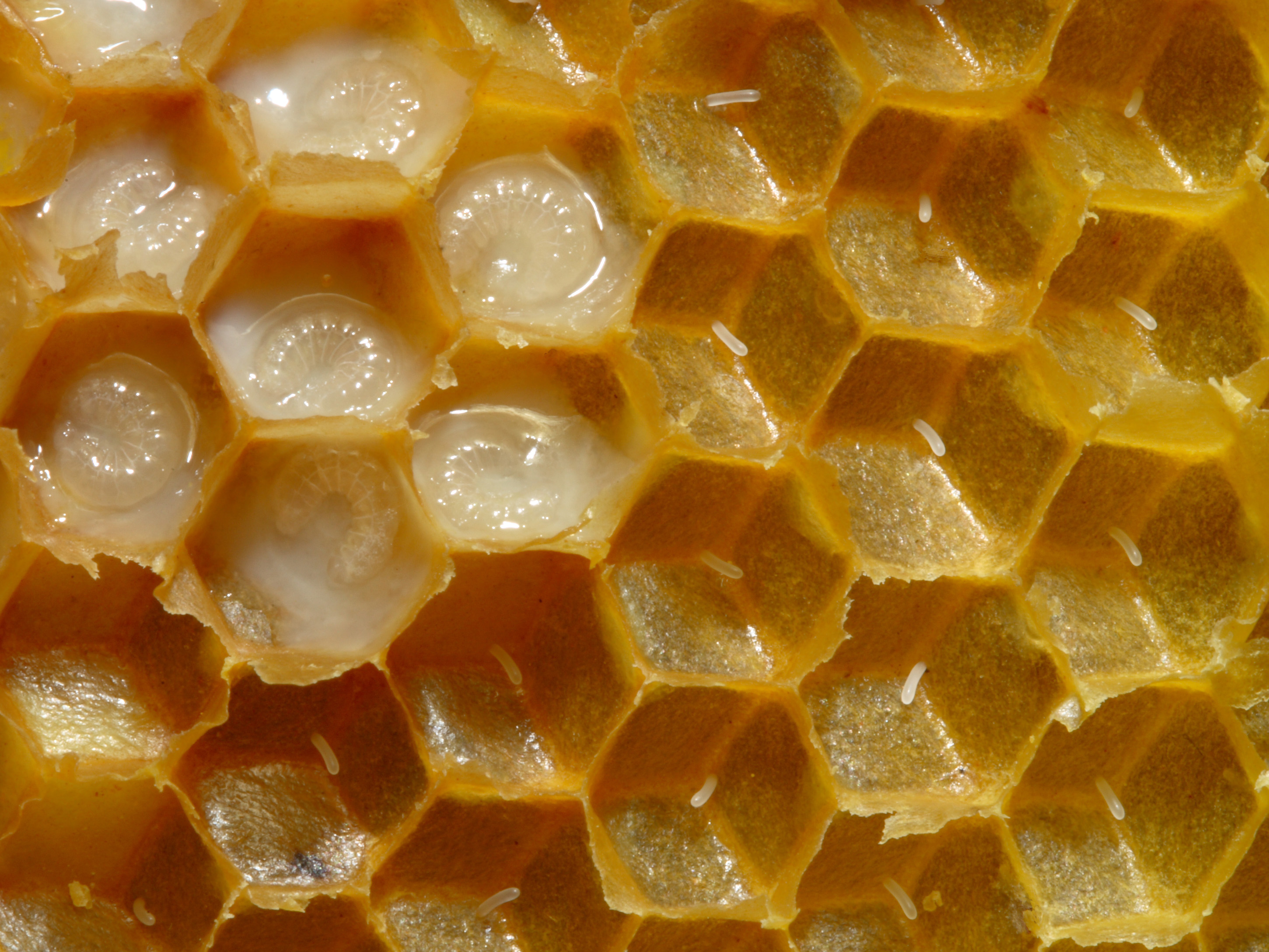
Vajíčka a larvy

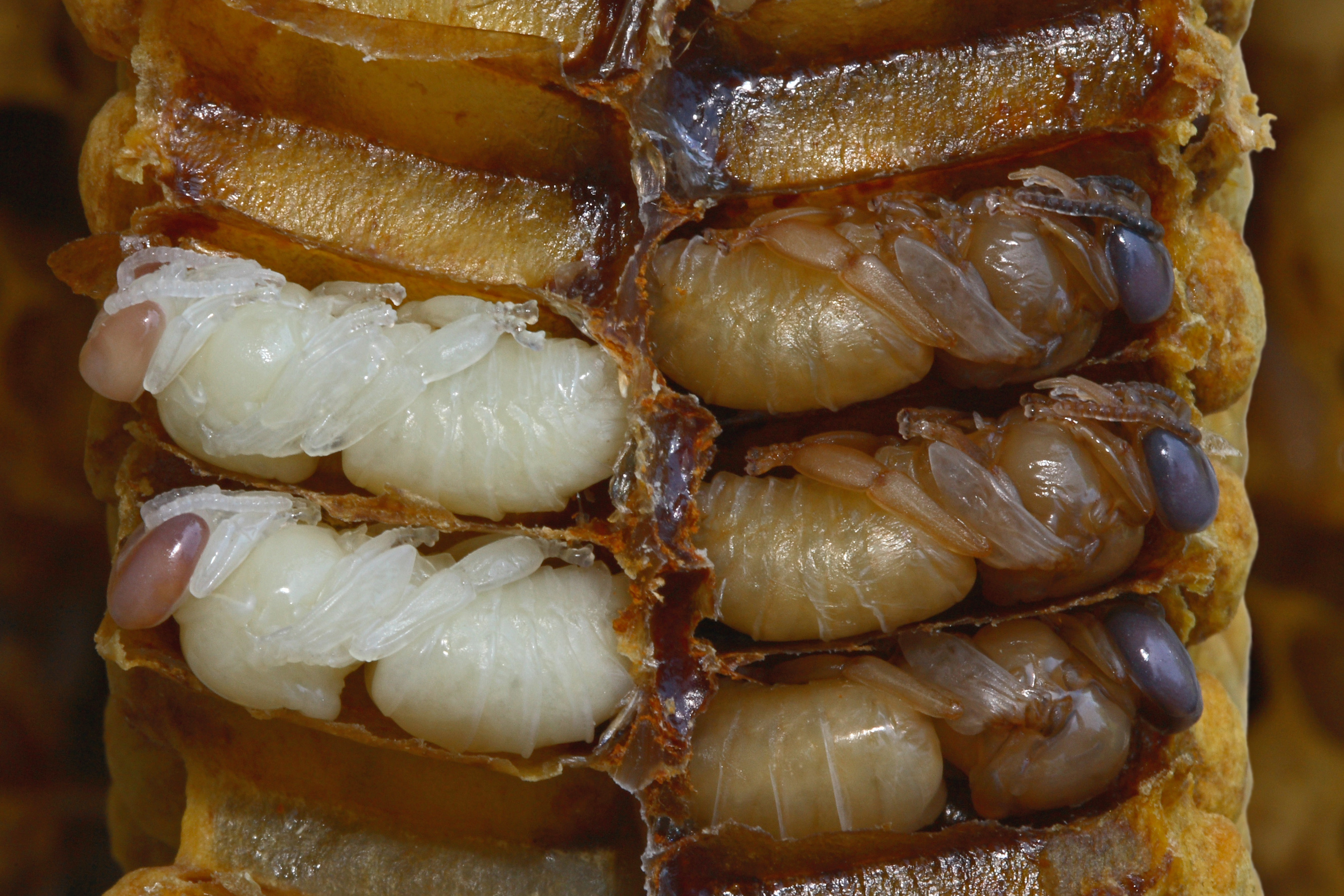
Zavíčkovaný včelí plod

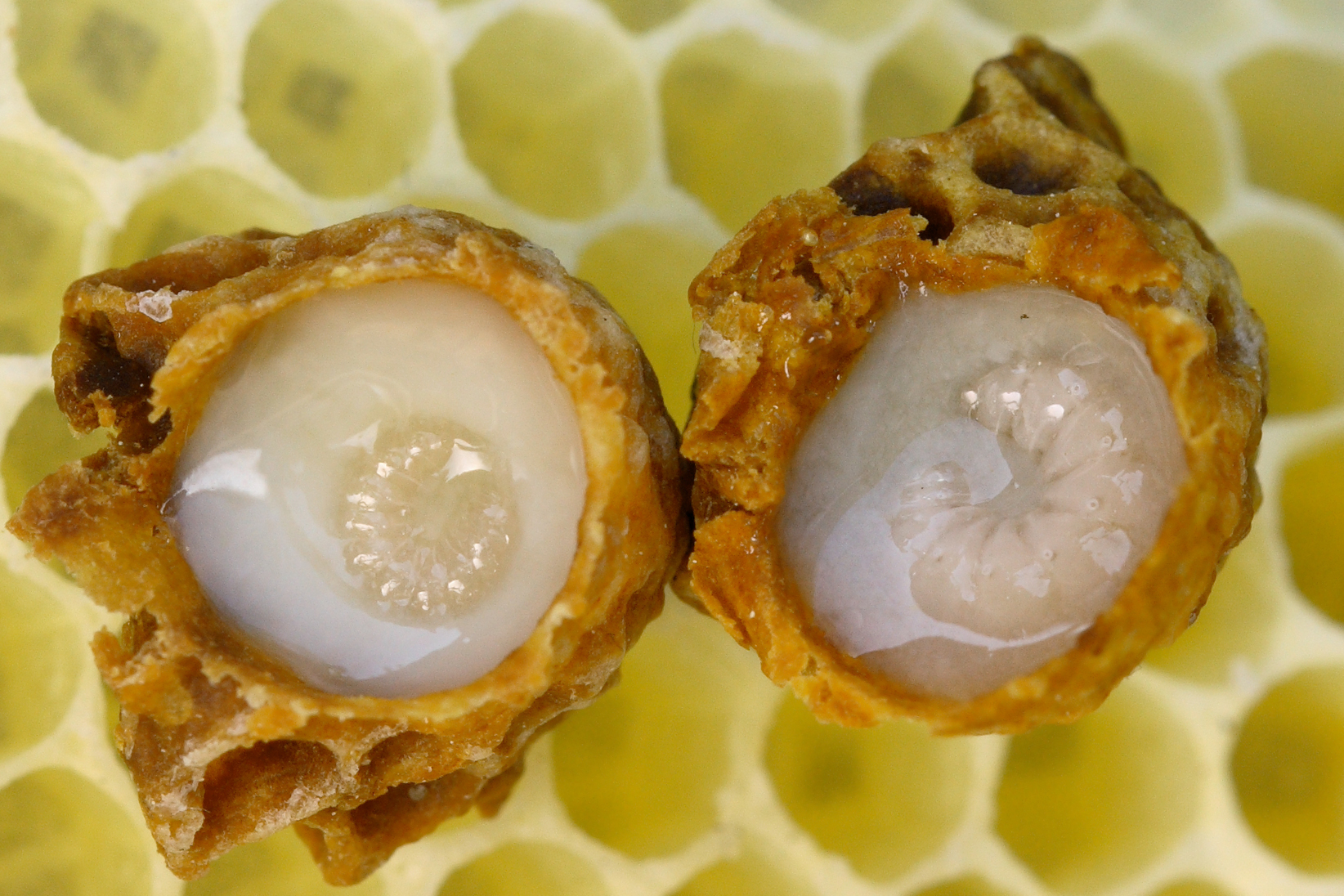
Pohled do matečníku; vlevo na dně rané stadium larvy v mateří kašičce, vpravo vyvinutější larva

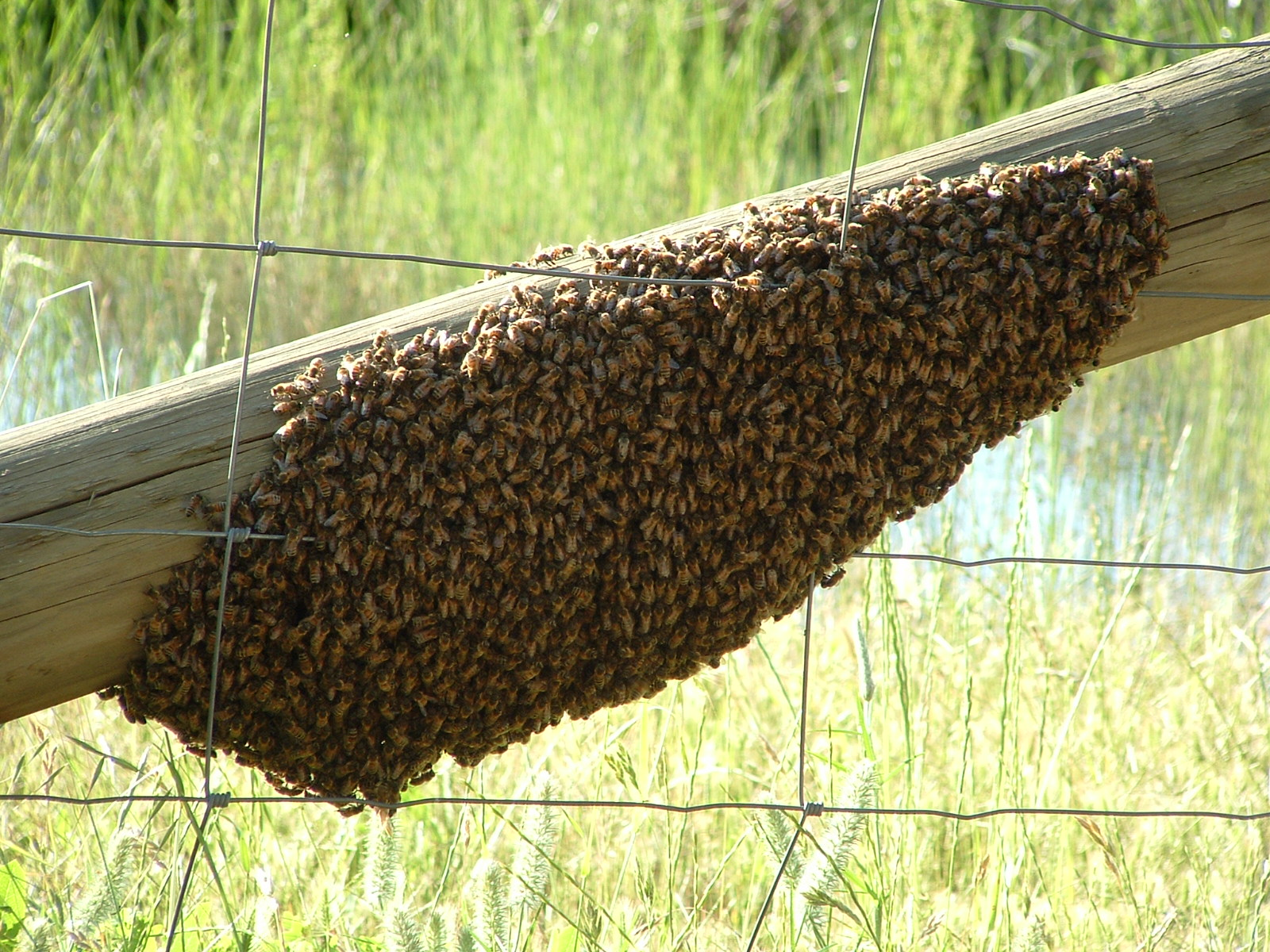
Roj

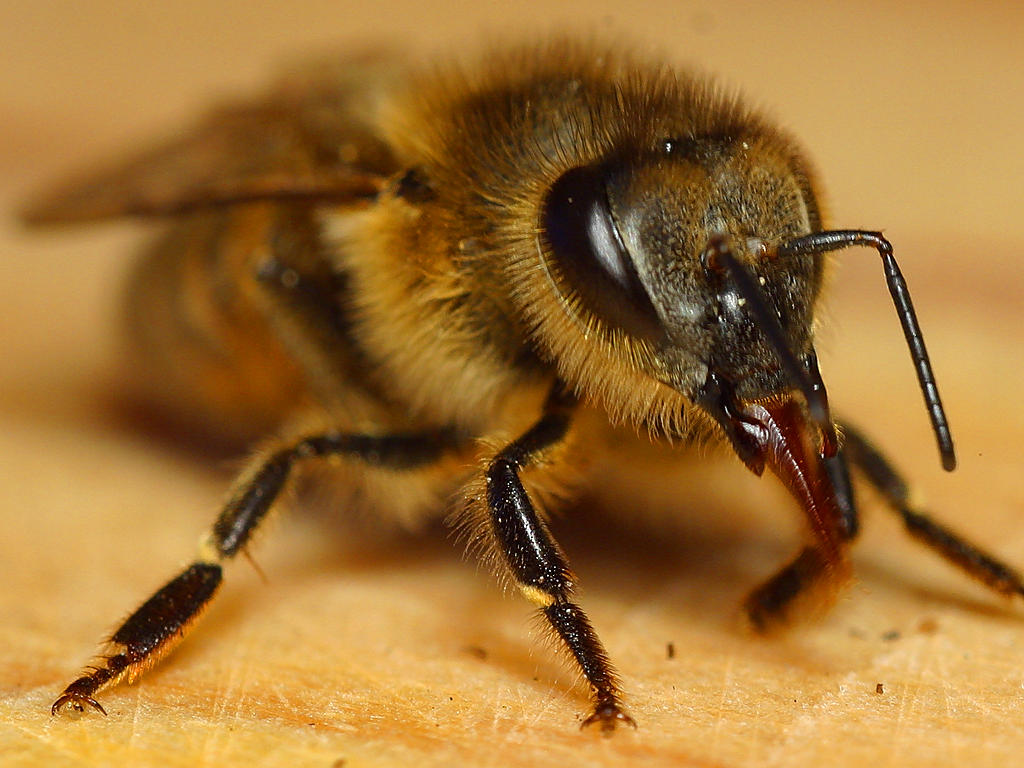
Včela s částečně vysunutým sosáčkem

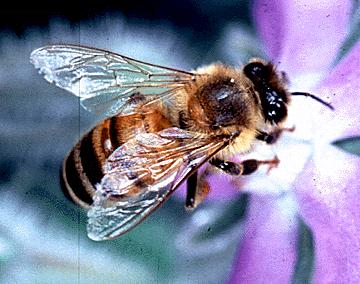
Apis mellifera bi

Včely žijí ve společenstvu, které nazýváme včelstvo. Včelstvo je založeno na určité kastovní hierarchii. Zpravidla je složeno z jedné matky, mnoha dělnic a určitého množství trubců, závisejícího na síle včelstva, dostupnosti bílkovinné potravy (pylu) a roční době. Do určité míry je odchov trubců podmíněn i genetickými vlastnostmi a stářím matky. Jednotliví členové včelstva jsou na sobě závislí tak, že jeden bez ostatních nedovede plnit svou funkci a zahyne (např. osamělá dělnice, matka či trubec nebo plod). Mezi včelami funguje dokonalá dělba práce:
- matka – její úlohou je klást vajíčka, čímž zabezpečuje obnovu včelstva;
- trubec – jeho úlohou je oplodnit mladé matky; v případě potřeby pomáhá zahřívat včelí plod (díky vyšší tělesné teplotě, než mají dělnice);
- dělnice – vykonávají pro včelstvo všechny ostatní potřebné práce, jako je: vyhledávání a přinášení potravy (nektar, medovice, pyl, voda), zpracovávání medu z nektaru a medovice, konzervování pylu, stavbu plástů, krmení matky, trubců a plodu, střežení vchodu do úlu, úklid a čištění, větrání a udržování správné teploty v úlu a řada dalších činností.

### Matka
Matka je včelí samička, která má jako jediná z celého včelstva vyvinuté pohlavní orgány (dělnice je mají zakrnělé). Od dělnic se liší na první pohled většími rozměry. Matka měří 20–25 mm a její hmotnost se po vylíhnutí pohybuje v rozmezí 175–240 mg. Oplozená matka váží 225–290 mg. Od dělnice se dále liší tím, že nemá orgány uzpůsobené ke sběru, tedy pylové košíčky, voskotvorné žlázy ani hltanové žlázy. Dále se matka na rozdíl od dělnic nepodílí na pracích v úlu. Žihadlo má uzpůsobené nejen k obraně (pouze v případě konfliktu s jinou matkou; nemá na žihadle protiháčky, proto po bodnutí nehyne jako dělnice), ale zejména ke kladení vajíček (kladélko). O matku se musí dělnice soustavně starat. Celý život ji krmí tzv. mateří kašičkou (výměšek hltanových žláz mladých včel) bohatou na bílkoviny.

#### Vývoj matky
Vývoj matky je zpočátku podobný jako vývoj dělnice. Rozdíl je v tom, že larva matky dostává od začátku až do konce larválního vývoje mateří kašičku ve větším množství než dělnice. Postup je takový, že při přípravě na rojení (popř. při tiché výměně) položí matka na dno mateřské misky (matečníku) oplodněné vajíčko. Mateřská miska má tvar kulového vrchlíku o průměru 9 mm a je postavena dnem vzhůru, nejčastěji na okraji plástu. Pokud včelaři odchovávají „umělé“ matky, zhotovují si tyto misky sami z včelího vosku nebo používají misky sériově vyráběné z plastu. Po položení vajíčka do mateřské misky vystaví dělnice z této misky mateřskou buňku ve tvaru žaludu, dlouhou 20–30 mm. Z vajíčka se po třech dnech zárodečného vývoje vylíhne larvička, která rychle roste a za 5 dní zaplní mateřskou buňku. Na konci larválního vývoje dělnice buňku zavíčkují, larva se v ní na 8 dní zakuklí a během této doby se z kukly přemění na dospělou matku. Matka se tedy líhne 16. dne od položení vajíčka do mateřské misky. Z buňky se dostane pomocí kusadel: vykouše ve víčku otvor a víčko odklopí. Otvor si dovede vykousat přesně tak velký, aby jím akorát prolezla, takže podle velikosti otvoru včelař může poznat velikost matky. Okamžitě po vylíhnutí ji dělnice nakrmí. V případě nouze se jde matka sama nakrmit sladinou (medem). Pokud v úlu nalezne po vylíhnutí další matku, nastane mezi nimi souboj, při kterém slabší matka zpravidla zahyne. Někdy bývá i vítězící matka poraněná, v některých případech zahynou obě.
Rojení je přirozený způsob rozmnožování včelstev. Při rojení se včelstvo rozdělí na dvě části, ve kterých jsou zastoupeny včely všech věkových kategorií včetně trubců. S prvním rojem vyletí i stará matka. Roj se zabydlí v předem vyhlédnuté dutině a postaví si tam nové plásty. V úle zůstávají zavíčkované mateřské buňky (matečníky), ze kterých se vylíhnou mladé matky. Silné včelstvo se může vyrojit i vícekrát v jedné sezóně.
Matka produkuje feromon, kterému se ve včelařství říká „mateří látka“. Včely-dělnice tento feromon z matky olizují a předávají ho dál jedna druhé. Tato chemická informace ve včelstvu neustále koluje. Pokud bude matka ve včelstvu chybět, tento feromon přestane kolovat, a včelstvo tak zjistí, že je osiřelé, a proto začne zakládat nouzové matečníky. Aby je mohlo založit, musí ve včelstvu existovat otevřený plod (tzn. vajíčka, larvičky). Pokud ve včelstvu otevřený plod není, je včelstvo odsouzené k zániku. Včelař může pomoci tím, že do včelstva přidá plást s otevřeným plodem z jiného včelstva. Lepším řešením je přidání cizího zavíčkovaného matečníku ve stadiu těsně před vylíhnutím. Doba, po kterou ve včelstvu matka neklade, se nepříznivě projeví zeslábnutím včelstva. Proto zkušení včelaři takovému včelstvu přidávají oplozenou matku. Při této proceduře vzniká vždy riziko, že včelstvo matku nepřijme, a úspěch záleží na zkušenostech včelaře.

### Dělnice
Dělnice tvoří ve včelstvu nejpočetnější kastu. Jsou to samičky, které mají nevyvinuté pohlavní orgány, a proto se nemohou spářit s trubci. Dělnice vyrůstají do velikosti 12–14 mm a jejich hmotnost se pohybuje okolo 100 mg. Líhnou se z oplodněných vajíček v dělničích buňkách, kterých bývá na 1 dm2 přibližně 400. V době hlavní snůšky se v úlu nachází dělnic 30 000–50 000, v době zimního klidu 10 000–20 000.

#### Vývoj dělnice
Dělnice se líhnou z oplozeného vajíčka 21. den od jeho položení do buňky. Po vylíhnutí začnou sílit a po 2–3 hodinách se z nich stávají tzv. „včely-čističky“, jejichž úkolem je vyčistit buňky a připravit je matce k zakladení. Další vývoj včely v úlu probíhá různě, záleží na okolních podmínkách a na potřebách včelstva, kterým se mladé včely (mladušky) přizpůsobují. Přibližně od 4. dne po vylíhnutí začínají krmit včelí plod mateří kašičkou smísenou s medem a pylem. V dalším stadiu se dělnicím aktivují voskotvorné žlázy a 12. den se z nich stávají „stavitelky“, které staví včelí dílo. V následujícím stadiu vývoje se ze stavitelek stávají „strážkyně česna“ (úlová dvířka), které mají za úkol bránit před vetřelci, a v době, kdy není snůška, i před jinými včelami. V posledním stadiu, 21. dne, se z mladušek stávají „létavky“, vylétají z úlu a zapojují se do opatřování potravy a vody. Tato činnost včelí tělíčko vysiluje a po 6–8 týdnech je již znát velké opotřebení (vybledlé barvy) a včela uhyne. Včely hynou i v případě, že použijí žihadlo, protože si ho po bodnutí vytrhnou i s jedovou žlázou. Na zimu se líhnou tzv. dlouhověké včely, které mají za úkol přečkat zimu a jejichž délka života je i několik měsíců.
| Den             | Stadium         | Činnost                                        |
| --------------- | --------------- | ---------------------------------------------- |
| po 2–3 hodinách | čistička        | čistění buněk ⇒ příprava pro matku k zakladení |
| 4. den          | krmička         | zásobování larev potravou                      |
| 6. den          | kojička         | krmení matky mateří kašičkou                   |
| 12. den         | stavitelka      | stavění včelího díla                           |
| 18. den         | strážkyně česna | střežení vchodu do úlu                         |
| 21. den         | létavka         | dopravování potravy do úlu                     |

Činnost dělnic se přizpůsobuje hlavně tomu, co je ve včelstvu potřeba. Údaje uvedené v tabulce jsou příkladem získaným z pozorování označených dělnic.
Pokud včelstvo osiří a nedokáže si odchovat matku, dojde k vzájemnému krmení dělnic mateří kašičkou. Tím dojde k aktivaci jejich vaječníků a takovým včelám pak říkáme trubčice. Vzhledem k tomu, že nejsou schopny se spářit s trubcem, kladou vajíčka neoplodněná, ze kterých se líhnou pouze trubci. Takové včelstvo je odsouzené k zániku, neboť trubčice již nepřijmou žádnou matku. Existují sice postupy, kterými lze někdy takové včelstvo zachránit přidáním matky, ale zkušení včelaři to nedělají, neboť věková struktura těchto včelstev je vysoká a takto zachráněné včelstvo stejně zaostává. Včelaři se snaží k tomuto stavu nenechat dojít, a pokud k němu přece jen dojde, pak taková včelstva raději likvidují.
Trubčí larvy v dělničích buňkách dorůstají větších rozměrů, do buněk se nevejdou, a proto včely tyto buňky protahují. Po zavíčkování jsou tyto buňky nevzhledné a říká se jim hrboplod.

### Trubec

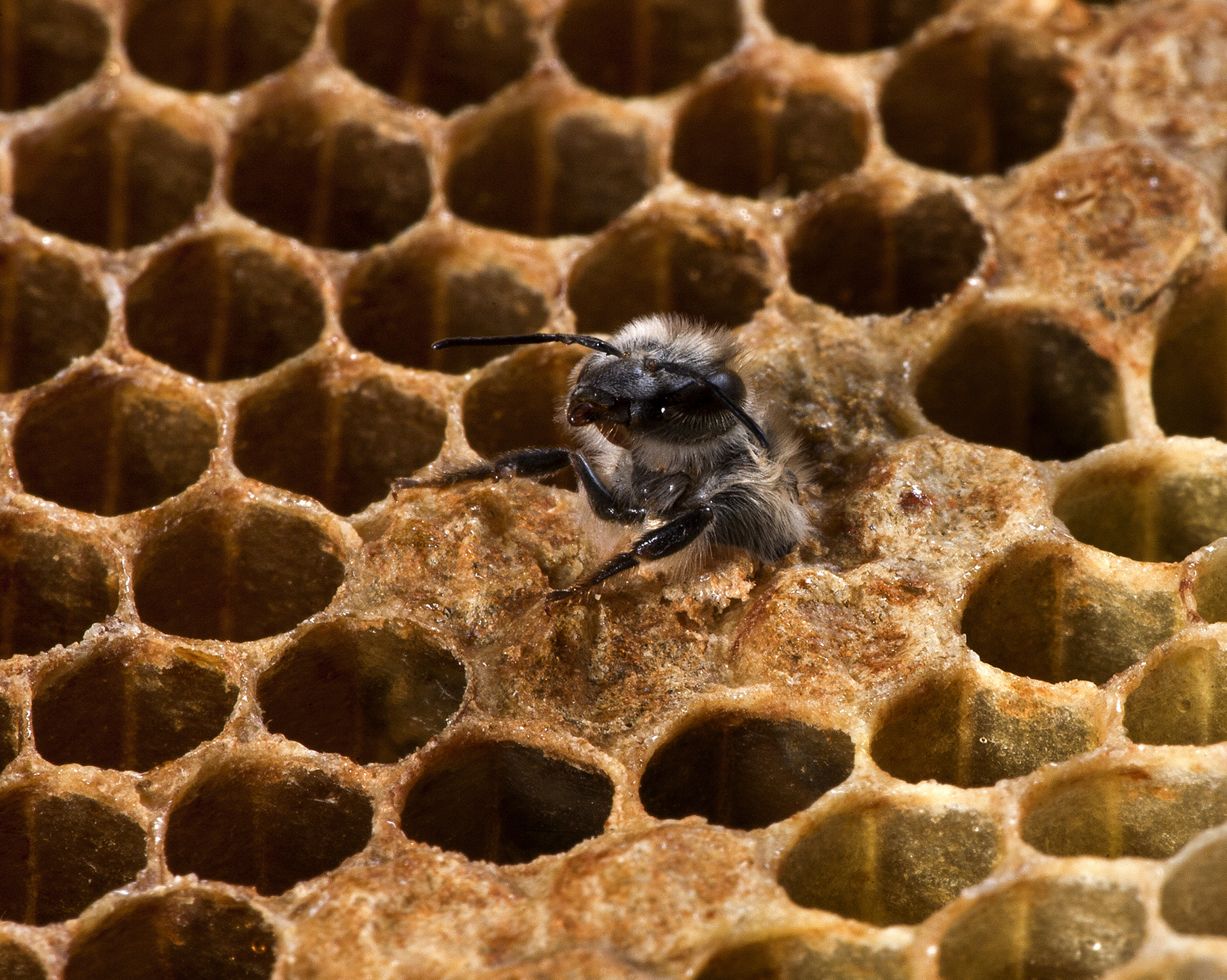
Čerstvě vylíhnutý trubec

Trubec je včelí sameček. Měří 15–17 mm a váží okolo 220 mg. Na rozdíl od dělnic a matky nemá žihadlo. Trubci se líhnou z neoplozených vajíček, která matka naklade do trubčích buněk lišících se od dělničích velikostí. Trubčí buňky jsou větší než dělničí a na 1 dm2 trubčích buněk jich připadá 270. Trubci žijí zpravidla jen v letním období a jejich počet postupně klesá. Ve včelstvu jich může být několik set až pár tisíc, ale nejčastější množství je okolo 500 trubců. Včelaři, kteří chovají matky, záměrně ve včelstvech odchovávají větší množství trubců, aby zvýšili pravděpodobnost oplodnění matky trubci s kvalitnějšími genetickými vlastnostmi. Na konci léta dělnice vyženou trubce z úlu, protože snůška je přerušena déletrvajícím nepříznivým počasím. V zimě se tedy trubci v úlech nacházejí jen ve výjimečných případech.

## Potrava, krmení, med a další včelí produkty
Potrava včel sestává z:
- bílkoviné složky – pyl květů ve formě rouskového pylu anebo pergy.
- glycidové složky – nektar hmyzosnubných květů a medovice, což je odpadní produkt metabolismu mer a mšic.

Sběrem a shromažďováním zásob se zabývají výhradně dělnice-létavky. Nektar a medovici sbírají do tzv. volátka – rozšířené části trávicí trubice umístěné v přední části zadečku. Pyl městnají do košíčků na holenním článku třetího páru nohou.

### Bílkovinná složka potravy
Přinesený pyl je létavkami městnán do plástových buněk. Úlové včely (krmičky a kojičky) uskladněný pyl podle potřeby konzumují a pomocí enzymu hltanových žláz přeměňují ve svém těle na bílkovinnou složku potravy důležitou pro krmení plodu – larev v buňkách. Takto natrávenou a upravenou potravou je plod krmen včelami krmičkami. Složení krmného produktu je proměnlivé a ovlivňuje spolu s dalšími činiteli vývoj larev v dělnice, trubce či novou matku.
Larva matky v matečníku je po celou dobu svého vývoje živena produktem o vysoké biologické hodnotě. Krmivo za tím účelem produkované včelami kojičkami nese případné označení „mateří kašička“, případně "sesterské mléko",

### Glycidová složka potravy
Po příletu do úlu předávají létavky nasbíraný nektar resp. medovici z volátka do volátka úlovým včelám.
Úlové včely obdržený nektar zahušťují tak, že pomocí ústních orgánů vystavují kapku nektaru teplému a větranému prostředí úlu. Zahuštěnou sladinu ukládají do buněk plástů. Dalším odpařováním vody uložená sladina dozrává postupně v med.
Glycidová složka potravy je podle potřeby čerpána z takto nashromážděných zásob medu.
Matka a trubci se nechají krmit kojičkami.

### Propolis
Propolis je lepkavá pryskyřičná substance, kterou včely sbírají na pupenech stromů a keřů. Obsahuje vysoký podíl látek bránících rozvoji mikroorganismů. Včely ji používají k tmelení vnitřních stěn úlu, ucpávání nežádoucích štěrbin a mumifikaci mrtvých těl vetřelců.

### Vosk

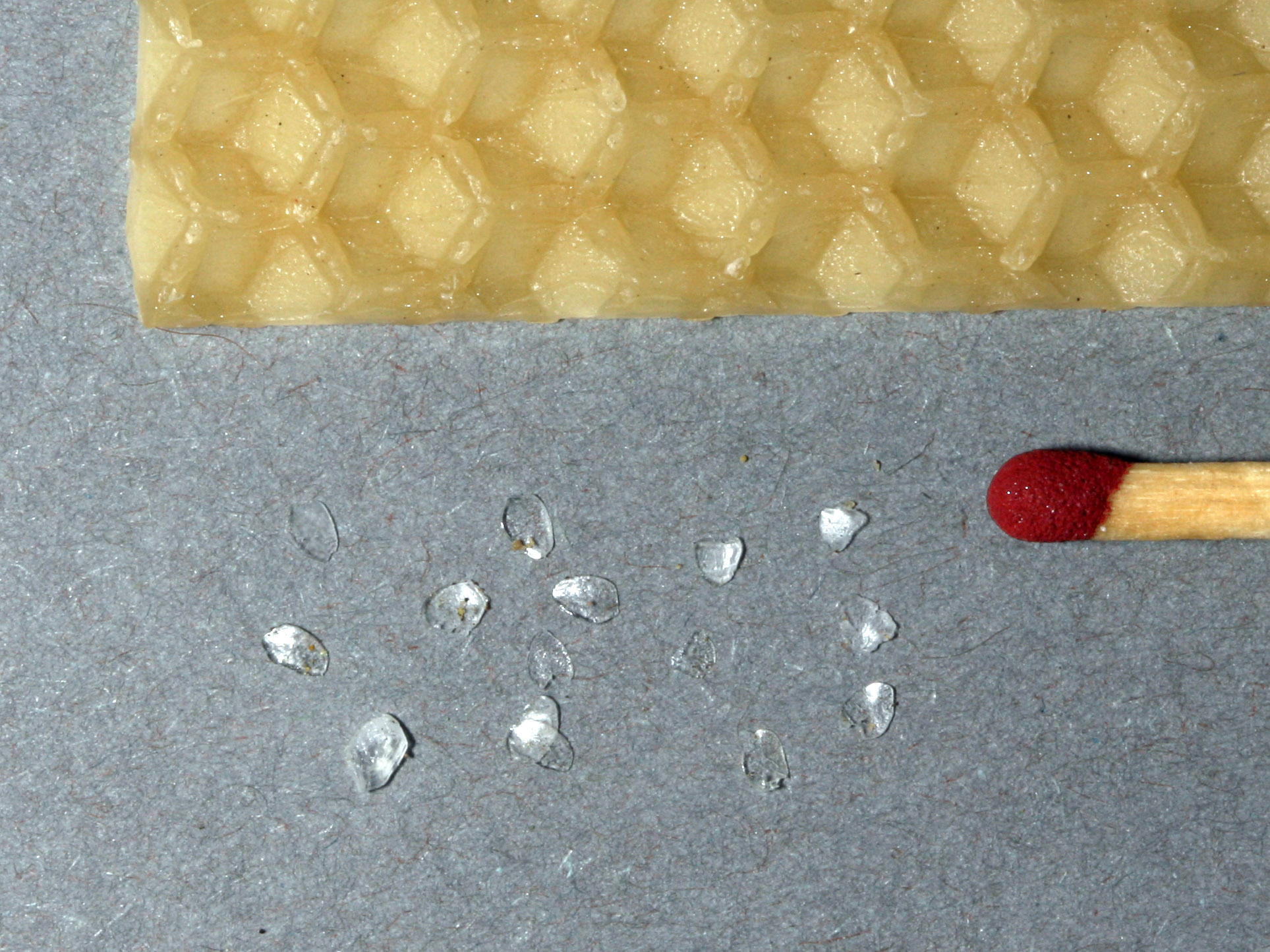
Dole čerstvě vyprodukované voskové šupinky, nahoře část mezistěny z vosku

Včelí vosk je vysoce odolný ester jednofunkčních alkoholů a vyšších mastných kyselin. Mladé úlové včely ho produkují jako výpotek tzv. zrcátek na spodní straně článků zadečku.
Včelí roj, který se volně usadí např. v dutině stromu, zahájí neprodleně výstavbu díla. Včely se zavěsí na strop dutiny a nožkami zaklesnuté jedna do druhé vytvoří jakýsi živý závěs. Voskové výpotky promíchávají se slinami a postupně modelují plást, což je svislá tenká vosková stěna osázená z obou stran hustou sítí šestistěnných buněk.
Včely v umělém prostředí úlu stavějí buňky na předem vylisovaných voskových polotovarech (mezistěnách). Mezistěny dodává do úlu včelař v potřebném množství a velikosti. Velikost mezistěny je limitována rozměrem dřevěného rámku – rámkovou mírou.
Voskový plást je pozoruhodný svojí strukturou.
Základem je dutý šestistěn trubkovitého tvaru (buňka) až 15 mm hluboký. Šestiboký tvar umožňuje, že stěny buňky jsou společné buňkám sousedním a navzájem do sebe beze zbytku zapadají. Dno buňky je uzavřené a zároveň společné s buňkami na opačné straně plástu.
V příčném řezu se plást jeví jako stromečková struktura. Střední osu tvoří dna buněk resp. mezistěna a jednotlivé buňky vybíhají do stran vzhůru v mírném úhlu asi 5°. Nevodorovný sklon přispívá spolu s adhezí k tomu, že obsah buněk (řídká sladina, med či voda) nemohou vytéci.

### Voda
Vodu přinášejí včely létavky z vnějšího prostředí. Je zajímavé, že dávají přednost vodě z lidského hlediska nekvalitní (močůvka, okraje zakalených louží).
Přinesená voda slouží k ředění medu při zpracování na krmivo.
Voda odpařující se z buněk při zahušťování sladiny a dozrávání medu se stává důležitým činitelem při regulaci úlového mikroklimatu. Fyzikální účinky odpařující se vody včely využívají tak, že aktivním větráním (víření křídel na česně) regulují vlhkost a teplotu úlového prostředí.

## Orientace a komunikace

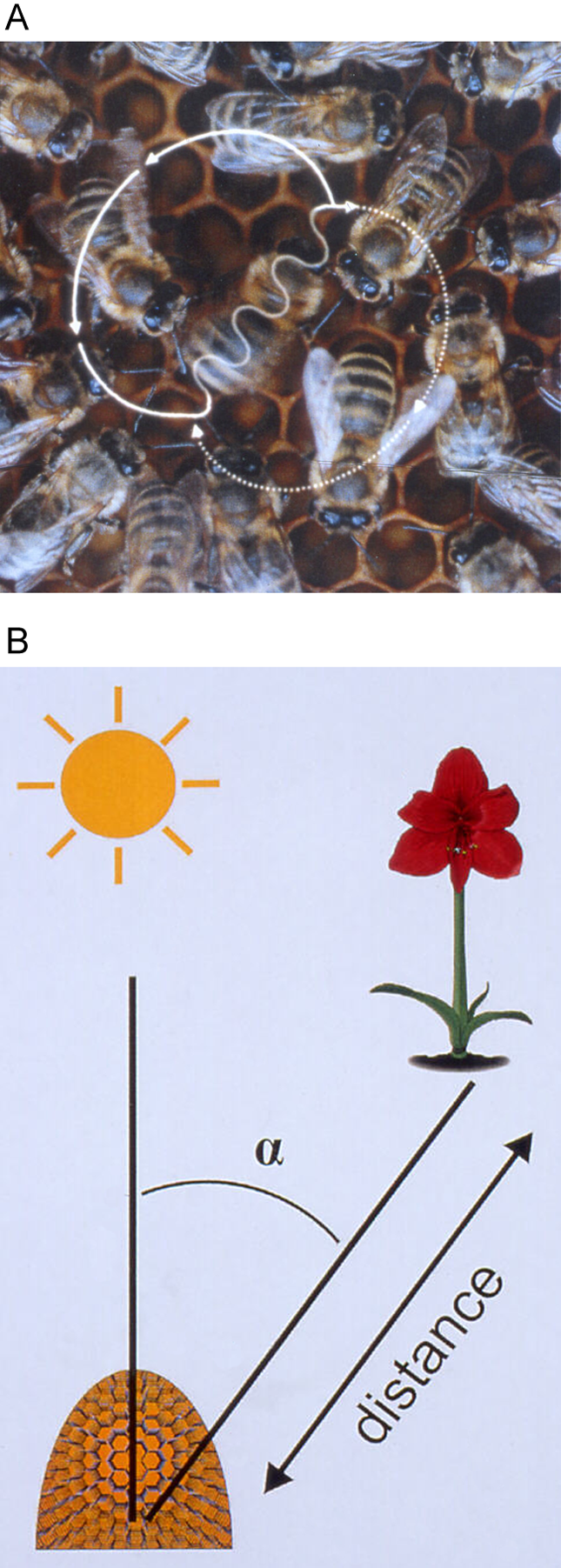
Včelí tanec

Včely vidí lépe, než se dříve soudilo. Orientují se i podle tvaru krajiny, jako jsou cesty. Jsou také schopny se naučit sčítat a odčítat. Včela medonosná je sociální hmyz s vysoce rozvinutou schopností komunikace.

### Včelí tanec
Zajímavý je způsob, jakým informuje včela průzkumnice o poloze nového zdroje potravy: Děje se tak pomocí včelího tance, který ale má své dialekty:
- Na svislé ploše plástu včela vybíhá určitým směrem, bzučí křídly a vrtí zadečkem. Po ukončení vrtivého přímého běhu se vrací v klidu po elipse k výchozímu bodu a opět vybíhá.
- Vektor vrtivého běhu svírá se svislicí plástu úhel shodný s úhlem, který svírá směr k potravě a poloha slunce.
- Při tanci je včela průzkumnice obklopena tzv. rekrutkami. Rekrutky její taneček sledují a po určité době vyrážejí z úlu ve směru, o kterém byly takto informovány. I když je slunce za mraky, včely vnímají rozptýlené polarizované světlo a podle něho určí polohu slunce.

Včelí tanec byl objeven a popsán slavným rakouským biologem Karlem von Frischem, který za to získal Nobelovu cenu za fyziologii a medicínu v roce 1973.

### Feromony
Další způsob komunikace podobně, jako u ostatních živočichů, ale u hmyzu především, je na základě chemických podnětů pomocí feromonů:
- Feromony jedové žlázy – Nápadný i člověkem vnímatelný je chemický signál k hromadnému útoku. Při vbodnutí je žihadlo včely vytrženo z jejího těla. Dojde k obnažení výstelky jedové žlázy. V této části včelího těla je syntetizovaná směs feromonů, jejichž vůně uvolněná do prostoru aktivuje ostatní včely k agresi.

- Feromony Nasanovy žlázy – Nasanova žláza je umístěna v horní části ukončení zadečku. Možno pozorovat včely dělnice, jak při návratu ze snůšky v okolí vchodu do úlu zvedají zadečky a vířením křídel rozptylují feromon přitahující ostatní včely v poli. I takto lze vysvětlit časté zalétávání včel do cizího úlu.

- Feromon "mateří látka" (nezaměnit s mateří kašičkou). Vyústění žlázy produkující mateří látku je v blízkosti kusadel (mandibuly) matky. Feromon se uplatňuje v řadě případů. Uvedeny jsou nejdůležitější:

1. Přitahuje k sobě dělnice pečovatelky a upevňuje soudržnost včelstva. Včely při krmení matky přejímají mateří látku a kontaktem s ostatními včelami ji rozšiřují do celého společenství.
2. Působí jako sexuální atraktant; přitahuje trubce ke kopulaci při snubním letu
3. Nedostatek feromonu:
  - při uhynutí matky vede včely k naražení nouzových matečníků pro výchovu matky náhradní
  - snížením produkce u staré matky nastartuje přípravy k rojení, (matečníky a výchova nových matek)

## Obranné strategie
Obranný pud včel je jednou ze základních podmínek přežití. Včely musejí uhlídat shromážděné zásoby a samotnou existenci včelstva. Útok včel lze očekávat jen tehdy, vnímají-li včely vzniklou situaci jako ohrožení zásob či existenci včelstva.

### Agresivita
Pohotovost k útoku drží tzv. strážkyně na česně. Jsou velmi citlivé na pohyb a vibrace v blízkosti úlu. Zkušení včelaři vědí, že kritická vzdáleností od česna je asi 5 m. Při přiblížení pod tuto hranici lze očekávat útok.
Manipulace s úlem vyprovokuje k obranné činnosti. Nejprve nalétávají, varovně bzučí. Nakonec dojde na žihadlo. Po prvním vpichu je cítit zřetelnou nakyslou vůni včelího jedu a zřejmě i feromonu (viz komunikace včel). To je signál i pro ostatní včely k útoku.
Další příčiny provokující agresivitu včel mohou být:
- obtěžování ze strany mravenců, vos, ptáků, hlodavců
- sečení trávy křovinořezem, broušení kosy
- těžba dřeva, pohyb koní či jiných velkých zvířat

Nejcitlivější na rušení jsou včely za časného jara a v ostatních obdobích mimo snůšku. Naopak při rojení, jakkoliv letící a hučící včelstvo působí impozantním až hrozivým dojmem, obavy nejsou na místě.

### Hygiena
Za pozoruhodné lze považovat zjištění, že pro imunitní systém a odolnost proti chorobám nemají včely příliš rozsáhlou genetickou výbavu. Tento nedostatek je kompenzován vysokou organizovaností a účelným chováním celého hmyzího společenství, což se odráží v celé řadě „hygienických návyků“ (čisticí pud, desinfekce propolisem).
V moderní době obranné mechanismy včel selhávají v konfrontaci se zavlečenými parazity (kleštík včelí Varroa destructor) nebo pesticidy a insekticidy v zemědělství. O to více jsou odkázány na pomoc člověka. Proto dnes ve volné přírodě včelstvo nemůže dlouho přežít.

## Nemoci a škůdci včel

### Nemoci plodu
- virózy:
  - virus deformovaných křídel, Deformed Wing Virus (DWV)
  - virus pytlíčkovitého plodu, Sacbrood Virus (SBV)
  - virus černání matečníků Black Queen Cell Virus (BQCV)
  - kašmírský virus Kashmir Bee Virus (KBV)
- mor včelího plodu (n)
- hniloba včelího plodu (n)
- zvápenatění včelího plodu
- varroáza (n)

### Nemoci dospělců
- viróza
  - virus akutní paralýzy včel Acute (Bee) Paralysis Virus (ABPV)
  - virus chronické paralýzy včel Chronic (Bee) Paralysis Virus (CBPV)
- nosemóza
- akarapidóza (n)
- varroáza (n)
- otrava

(n) – nebezpečné choroby podle veterinárního zákona

### Škůdci včel
- majka fialová
- lesknáček úlový (výskyt v ČR nebyl dosud potvrzen)[19]
- kleštík včelí
- včelomorka obecná
- zavíječ voskový
- zavíječ malý

### Taxonomická poznámka
Carl Linné, který pojmenoval včelu medonosnou jako včelu med nosící (mellifera), později poznal určitou nepřesnost, protože včely nosí jen nektar, který v úlu zpracují na med. Navrhl proto nový název Apis mellifica L. Podle mezinárodních zoologických pravidel je platným jménem jméno Apis mellifera.

## Význam chovu včel
Včely lidé chovají ze dvou hlavních důvodů:
- získávání včelích produktů (med, vosk, propolis, mateří kašička, jed, pyl)
- opylovací činnost. Existují totiž plodiny (např. ovocné stromy), kde bez opylení včelami není zajištěna úroda. Včelaři proto přisunují včely v kočovných vozech přímo do kvetoucích porostů v době květu.

### Opylování rostlin
Na světě je opylováno asi 85 % všech kvetoucích rostlin hmyzem; z toho 85 % včelami.[zdroj?] U ovocných stromů asi 90 % květů navštěvují včely.[zdroj?] Seznam kvetoucích rostlin navštěvovaných včelami čítá na 170 000 druhů. Rostliny, které by se bez opylování včelami těžko obešly, tvoří skupinu 40 000 druhů.
- Jabloň: 90,0 %
- Třešeň: 98,5 %
- Hrušeň: 92,0 %
- Angrešt: 73,3 %
- Višeň samosprašná: 58,3 %
- Slivoň samosprašná: 42,9 %
- cizosprašné: 96,4 %

- řepka olejka: nárůst výnosu při opylení včelami je o 30 %

Včela medonosná je v opylovávání méně efektivní než ostatní včely či někteří opylovači. Důležitým opylovačem je i čmelák, který opyluje lépe při nižších teplotách. Australský výzkum potvrzuje také u úlohu dalších opylovačů, například pro plodiny jako mango, kiwi, kávovník nebo řepka. Podle lobistické organizace American Council on Science and Health s vazbami na chemický průmysl údajně v USA včel zásadně neubývá. Globální nárůst včel potvrzují i odborné studie a nárůst včelstev v ČR i statistiky včelařů. Délka života včel se v posledních desetiletích snížila, ale patrně ne z důvodu prostředí.

#### Evropa
v Evropě závisí na opylení včelami 84 % druhů rostlin a 76 % produkce potravin. Ekonomický přínos včel v Evropské unii se uvádí v hodnotě 14,2 miliard eur ročně.

## Poddruhy včely medonosné
Biologický druh včela medonosná (Apis melifera Linnaeus, 1758) je rozčleněn do početné škály poddruhů
| skupina poddruhů původem ze STŘEDOZEMÍ | skupina poddruhů původem ze STŘEDOZEMÍ                                      | skupina poddruhů původem ze STŘEDOZEMÍ |
| české jméno VČELA MEDONOSNÁ…           | vědecké jméno Apis melifera…                                                | původní rozšíření |
| -------------------------------------- | --------------------------------------------------------------------------- | --- |
| TMAVÁ                                  | melifera Linnaeus, 1758                                                     | Korsika, na S od Pyrenejí, na S od Alp, Britské ostrovy, Jižní Švédsko, Čechy, severní Morava, Pobaltí, sev. Ukrajina, až po střední Rusko |
| VLAŠSKÁ                                | ligustica Spinola, 1806                                                     | Apeninský poloostrov, Sardinie |
| ŘECKÁ                                  | cecropia Kiesenwetter, 1866                                                 | oblast kontinentálního Řecka |
| KRAŇSKÁ                                | carnica Pollmann, 1879                                                      | JV od Alp, jižní Morava, Slovensko, celá karpatská kotlina, sev. Albánie, S od Severní Makedonie                                           |
| SICILSKÁ                               | siciliana Grassi, 1881                                                      | ostrovní plemeno na Sicílii |
| SAHARSKÁ                               | sahariensis Baldensperger, 1932                                             | SZ Afrika – ve vegetačním pásu na jih od pohoří Atlas                                                                                      |
| KRYMSKÁ                                | taurica Alpatov, 1935                                                       | Krym |
| TELLSKÁ                                | intermissa Maa, 1953                                                        | Maroko, Tunisko – v pásu mezi pohořím Atlas a pobřežím Středozemního moře                                                                  |
| MAKEDONSKÁ                             | macedonica Ruttner, 1988                                                    | již. Rumunsko, Bulharsko, Severní Makedonie, již. Albánie                                                                                  |
| MALTSKÁ                                | ruttneri Ruttner Sheppard, Arias, Grech & Meixner, 1997                     | ostrovní populace na Maltě |
| RUSKÁ                                  | artemisia Engel, 1999                                                       | středoruské stepi |
| IBERSKÁ                                | iberiensis Engel 1999                                                       | Pyrenejský poloostrov |
| UKRAJINSKÁ                             | sossimai Engel, 1999                                                        | Ukrajina od vých. svahů karpatského oblouku kromě severního pásu země až po Kavkaz, Moldávie,                                              |
| skupina poddruhů AFROTROPICKÉ OBLASTI  |                                                                             | |
| české jméno VČELA MEDONOSNÁ…           | vědecké jméno Apis melifera…                                                | původní rozšíření |
| ZÁPADOAFRICKÁ                          | adansoni Latreille, 1804                                                    | pobřežní státy od Senegalu na Z až po Kamerun, včetně Burkiny Faso a Středoafrické republiky                                               |
| MADAGASKARSKÁ                          | unicolor Latreille, 1804                                                    | ostrovní populace na Madagaskaru |
| KAPSKÁ                                 | capensis Eschscholz, 1822                                                   | kapská oblast jižního cípu Afriky |
| STŘEDOAFRICKÁ                          | scutellata Latreille, 1836                                                  | Střední Afrika, zejména povodí Konga |
| EGYPTSKÁ                               | lamarckii Cockerell, 1906                                                   | podél povodí dolního Nilu |
| ETIOPSKÁ                               | Simensis Meixner, Leta, Koeniger, Fuchs; 2011                               | severní a centrální Etiopie |
| HORSKÁ                                 | monticola Smith, 1961                                                       | horské obl. vých. subsaharské Afriky (Keňa, Tanzanie, Malawi)                                                                              |
| VÝCHODOAFRICKÁ                         | litorea Smith, 1961                                                         | pás východoafrického pobřeží od „afrického rohu“ po vých. Jihoafrické republiky.                                                           |
| ARABSKÁ                                | yemenitica Ruttner, 1976                                                    | horské obl. Somálska, Súdánu, Etiopie, dále Saúdská Arábie, Jemen, Omán                                                                    |
| skupina poddruhů BLÍZKÉHO VÝCHODU      |                                                                             | |
| české jméno VČELA MEDONOSNÁ…           | vědecké jméno Apis melifera…                                                | původní rozšíření |
| ARMÉNSKÁ                               | remipes Gerstaecker, 1862                                                   | Malý Kavkaz, přibližně na území Arménie |
| KYPERSKÁ                               | cypria Pollmann, 1879                                                       | ostrovní populace na Kypru |
| KAVKAZSKÁ                              | caucasia Pollmann, 1889                                                     | Horský poddruh oblasti Kavkazu |
| SYRSKÁ                                 | syriaca Skorikov, 1929                                                      | od sev. hranice Sýrie po Syrskou poušť na jihu                                                                                             |
| PERSKÁ                                 | meda Skorikov, 1929                                                         | Irák, Írán, Afghánistán |
| ANATOLSKÁ                              | anatoliaca Maa, 1953                                                        | Turecko |
| KRÉTSKÁ                                | adami Ruttner, 1975                                                         | ostrovní populace na Krétě |
| KAZAŠSKÁ                               | pomonella Sheppard & Meixner, 2003                                          | jihovýchodní Kazachstán |
| skupina poddruhů VÝCHODNÍ ASIE         |                                                                             | |
| české jméno VČELA MEDONOSNÁ…           | vědecké jméno Apis melifera…                                                | původní rozšíření |
| UJGURSKÁ                               | sinisxinyuan Chen, Liu, Pan, Chen, Wang, Guo, Liu, Lu, Tian, Li & Shi, 2016 | Ujgurská autonomní oblast-Xinjiang, Urumqi, Čína                                                                                           |
| skupina poddruhů HYBRIDNÍ              |                                                                             | |
| české jméno VČELA MEDONOSNÁ…           | vědecké jméno Apis melifera…                                                | původní rozšíření |
| BUCKFASTSKÁ                            | buckfast Karl Kehrle, 1898                                                  | Buckfast Abbey, Anglie |
| AFRIKANIZOVANÁ                         | scutellata x mellifera Warwick Estevam Kerr, 1957                           | Rio Claro, São Paulo, Brazílie |

## Vybrané poddruhy včely medonosné

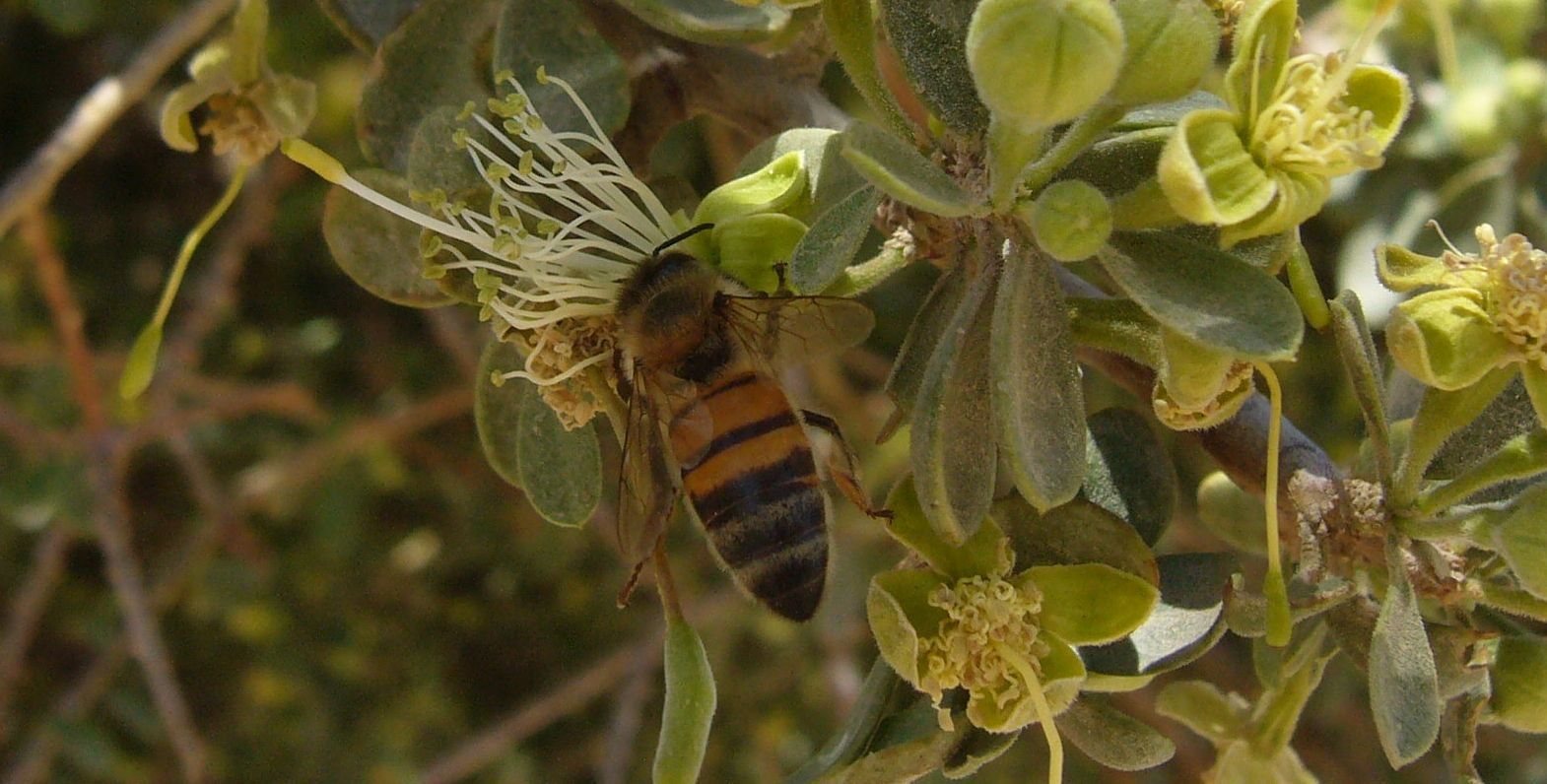
Včela medonosná syrská
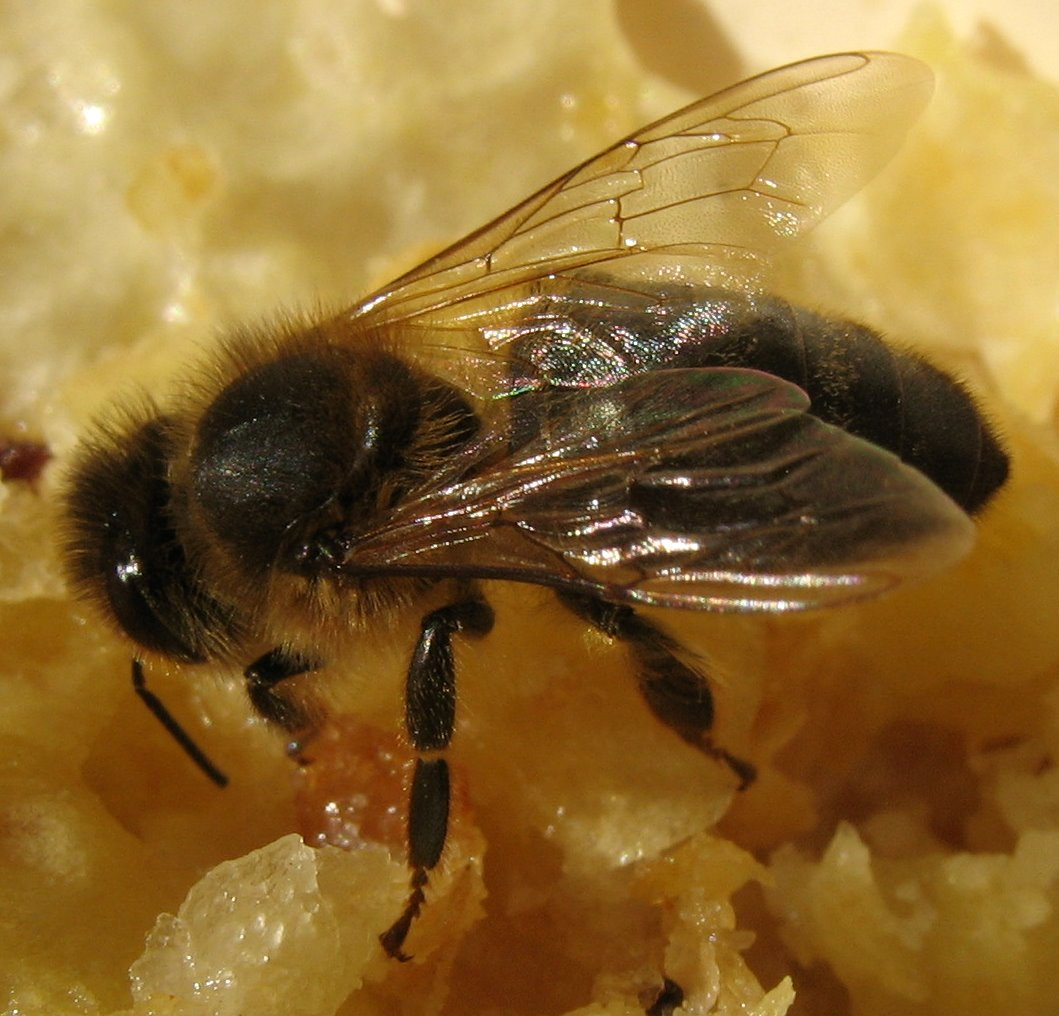
Včela medonosná tmavá
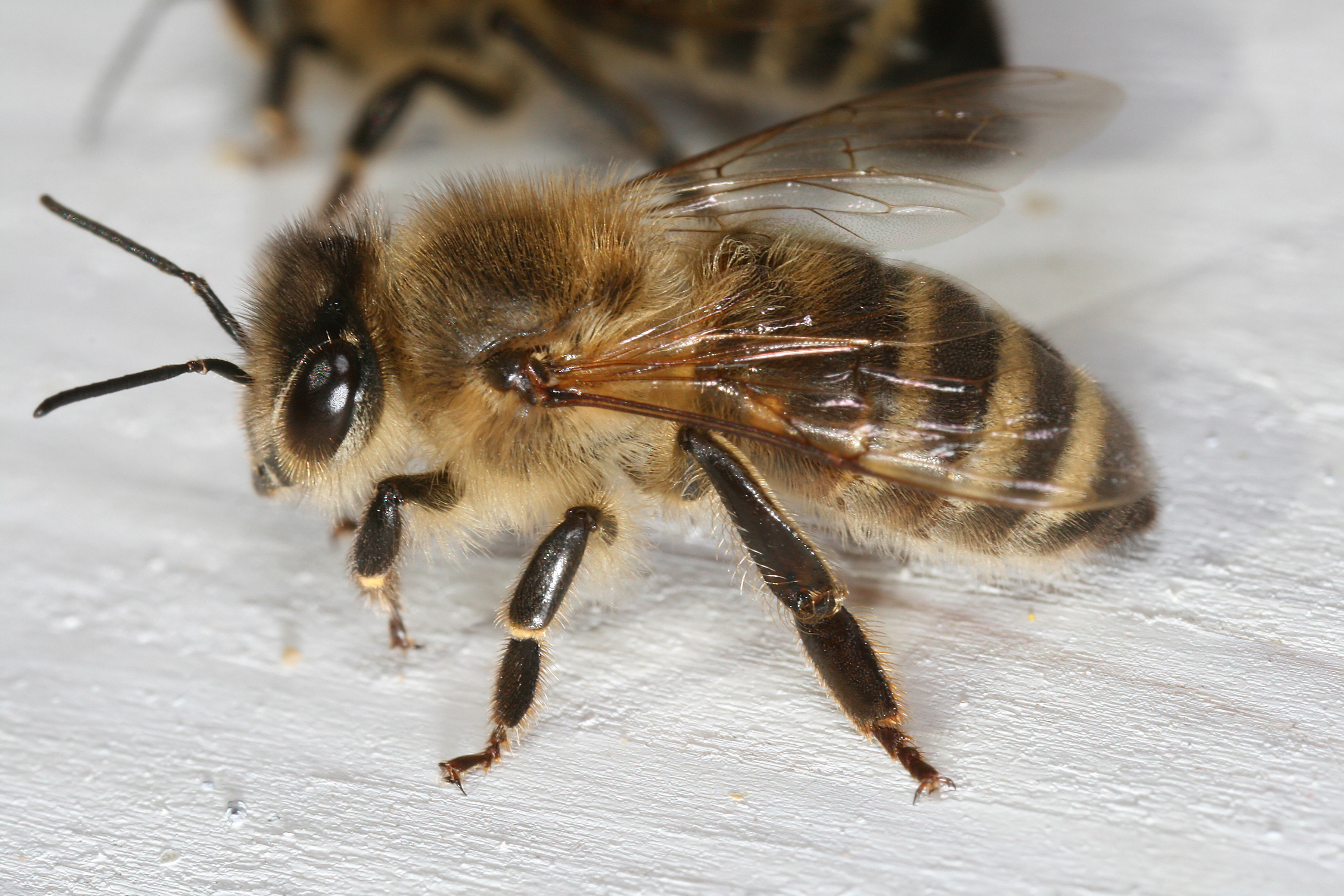
Včela medonosná kraňská
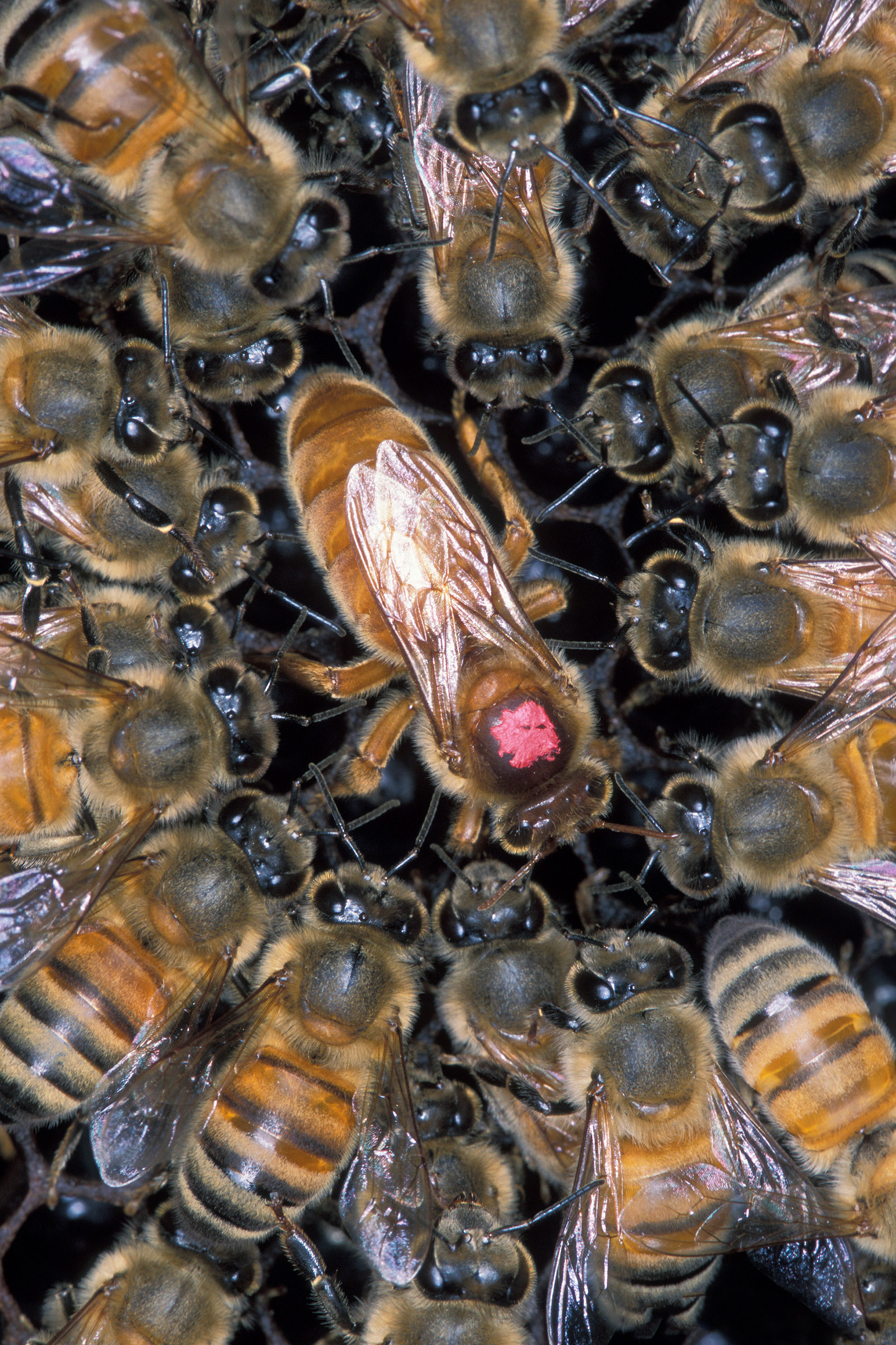
Včela medonosná středoafrická
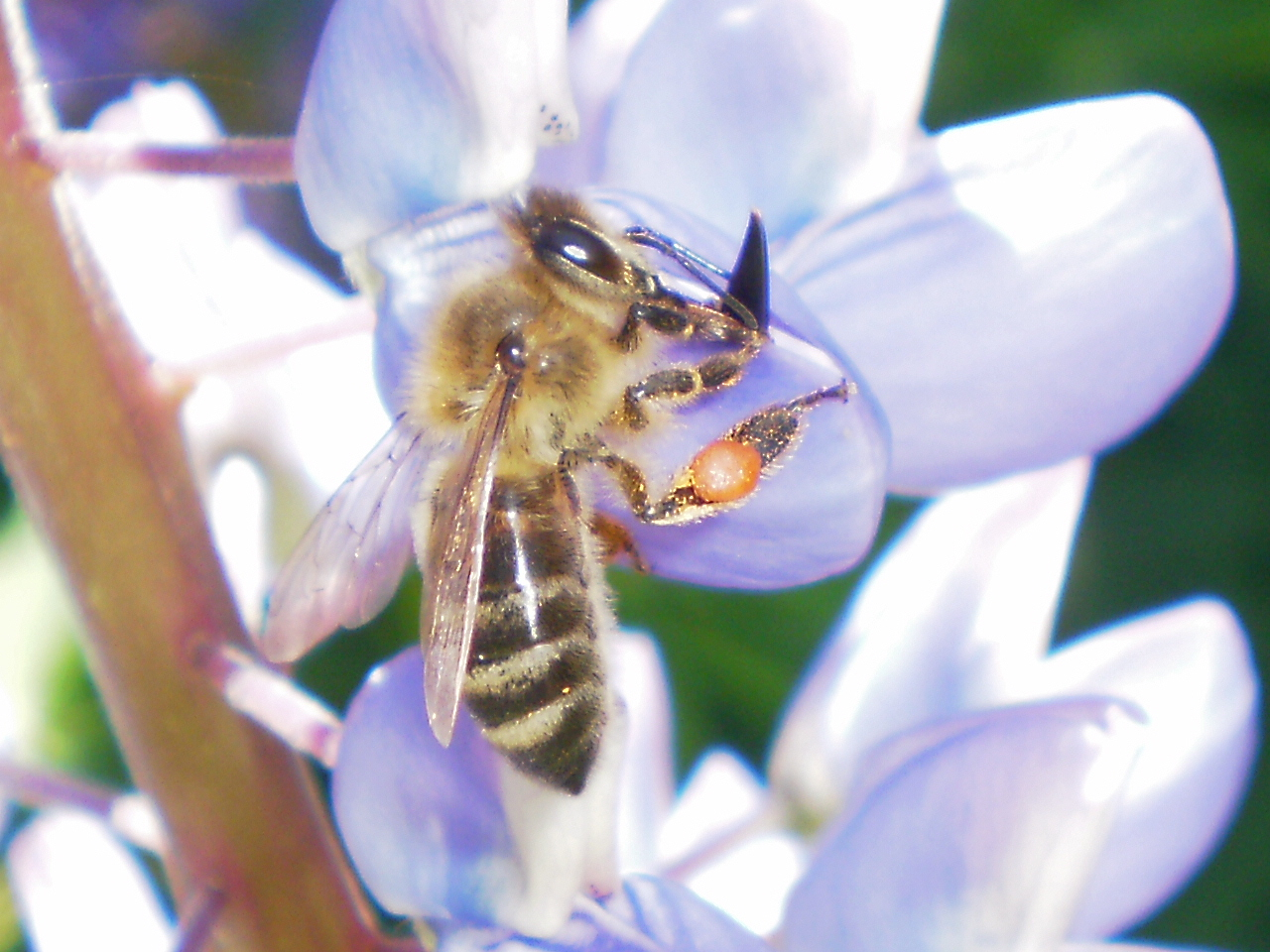
Včela medonosná při opylovávání květu
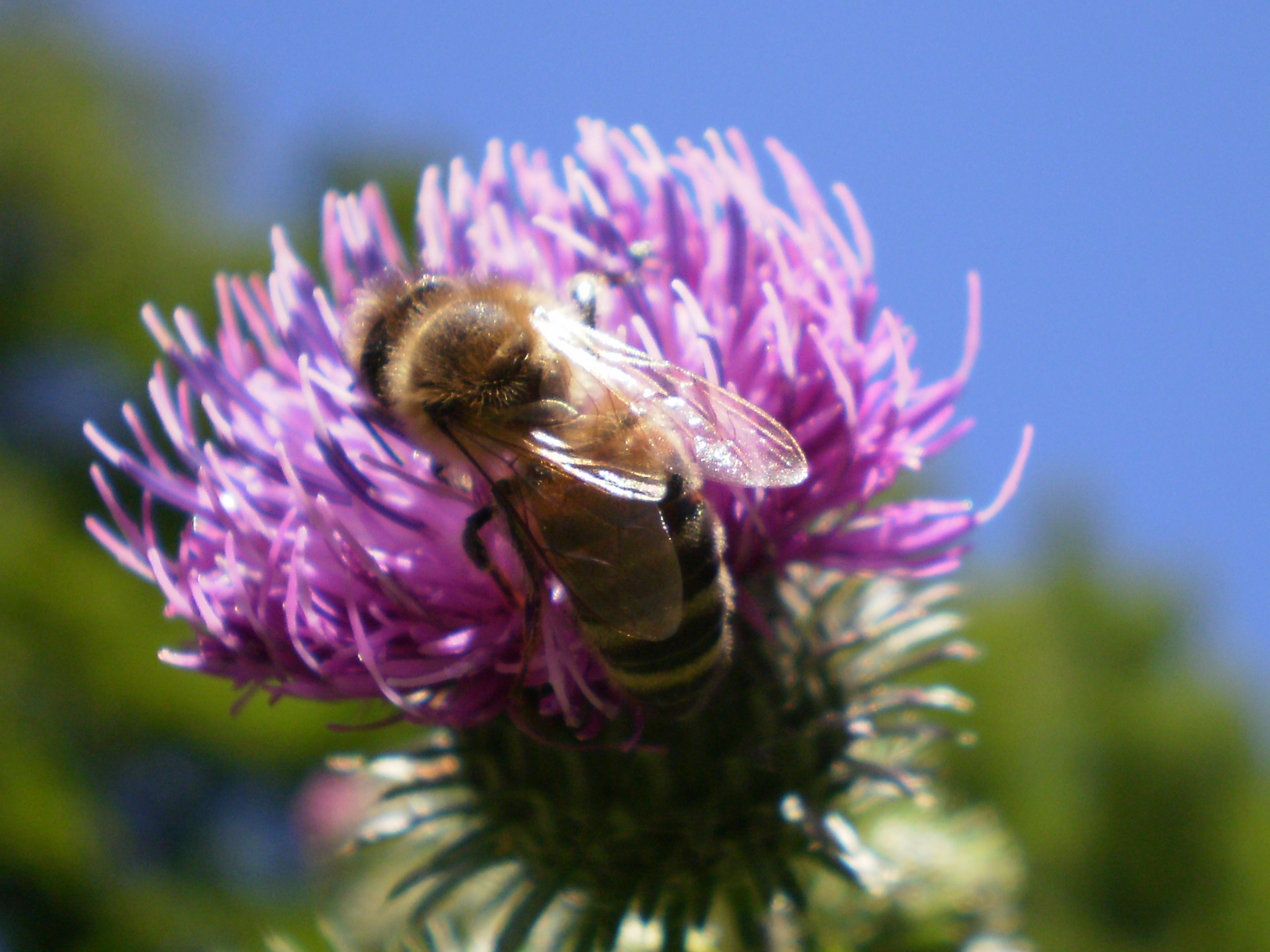
Včela medonosná při opylovávání květu
Mapa poddruhů včely medonosné  v EU

## Včely v historii
V období středověku byly včely obecně uznávané jako užitečný druh hmyzu, existovaly ale i výjimky. Někteří lidé například věřili, že se rodí z mršin uhynulých zvířat nebo z mušek, které na tyto mršiny sedají. Objevila se také kuriózní myšlenka, že včely jsou ve skutečnosti nejmenší druhy ptáků.